# Museu Solar Monjardim
O Museu Solar Monjardim (MSM) é um museu público histórico brasileiro sediado no Solar Monjardim, no bairro de Santa Cecília, na cidade de Vitória, Espírito Santo. Atualmente, o museu é uma das instituições federais administradas pelo Instituto Brasileiro de Museus (Ibram).

## Instalações e acervo
O solar do século XVIII é considerado como a mais antiga construção rural particular do período colonial capixaba, tendo sido sede da fazenda Jucutuquara. O casarão possui onze quartos, três salões, capela dedicada a Nossa Senhora do Carmo, cozinha de piso atijolado e uma longa varanda. Em construções anexas ficavam estabelecimentos de indústrias caseiras e alojamento de escravos domésticos. Seu acervo contém cerca de quatro mil peças, entre mobílias, peças de arte sacra e utensílios domésticos e é direcionado para reconstituir uma residência rural de família abastada no século XIX.

## Histórico
A fazenda Jucutuquara era propriedade dos padres da Companhia de Jesus. Com a expulsão dos jesuítas, a fazenda foi adquirida pelo comerciante Gonçalo Pereira Pinto. As suas terras iam do morro da Capixaba à Ponta de Tubarão, produziam farinha de mandioca e posteriormente café.
No início do século XIX era propriedade do capitão-mor Francisco Pinto Homem de Azevedo, que reconstruiu a casa. Sua filha e herdeira, Ana Francisca de Paula, nascida em 1797, casou-se com o coronel José Francisco de Andrade e Almeida Monjardim, cujo filho, Alfeu Adolfo Monjardim de Andrade e Almeida seria agraciado com o título de Barão de Monjardim e eleito presidente da província do Espírito Santo em 1891. A família Monjardim manteve o imóvel por 150 anos até 1940, quando o prédio foi tombado como patrimônio nacional.

### Museu Capixaba: 1939-1964
Em 25 de outubro de 1940, a residência é tombada como patrimônio histórico pelo Serviço do Patrimônio Histórico e Artístico Nacional (atual Instituto do Patrimônio Histórico e Artístico Nacional - Iphan) e em 1942, o conjunto foi alugado ao governo do Estado do Espírito Santo. Em 1952, o Solar passou a abrigar o acervo do antigo Museu Capixaba, que funcionava desde 1939 e era até então sediado no antigo Quartel da Polícia Militar, na atual Praça Misael Pena, no centro da cidade. O acervo do Museu Capixaba foi proveniente de coleções do Instituto Histórico e Geográfico do Espírito Santo e também do acervo de Olinto Aguirre.

### Museu de Arte e História da Ufes: 1966-1969
O Museu Capixaba funcionou até 1964, quando se deu o início do processo de transferência do museu para a Universidade Federal do Espírito Santo (Ufes), que foi concretizada em 1966. Nesse mesmo ano, o prédio recebeu o acervo do Museu de Arte Religiosa do Espírito Santo (que funcionava na Capela de Santa Luzia desde 1945) passando a ser conhecido como Museu de Arte e História da Ufes, que funcionou até 1969.

### Museu Solar Monjardim: desde 1980

#### Ufes: 1980-2001
Em 1978 ocorreu a desapropiação definitiva do prédio do Solar, em favor da Ufes. Em 1980, após obras de recuperação, o museu foi requalificado e renomeado pela então Fundação Nacional Pró-Memória e reaberto com o nome de Museu Solar Monjardim. Em 1981 o imóvel foi doado pela Ufes ao Iphan.

#### Iphan: 2001-2009 e Ibram: desde 2009
Em outubro de 2001 a administração passou da Ufes para a gestão do Departamento de Museus do Iphan (Demu), que em 2006 realizou obras de restauro do Solar além de tratamento paisagístico e a construção de um anfiteatro. A partir de 2009, passou a ser administrado pelo Ibram, uma nova autarquia que surgiu a partir da cisão do antigo Demu, sendo o único museu federal em Vitória vinculado ao Ministério da Cultura.